# Johann von Pechmann
Wilhelm Johann Nepomuk (Hans) Freiherr von Pechmann (* 1809; † 24. Februar 1868 in München) war ein bayerischer Politiker.

## Leben
Johann von Pechmann studierte Rechtswissenschaften an der Ludwig-Maximilians-Universität München. 1827 wurde er Mitglied des Corps Bavaria München. Zu seinen Koetanen bei Bavaria gehörte der spätere bayerische Staatsminister Maximilian von Neumayr. Nach dem Studium war er 1843–1846 Landrichter in Landkreis Berchtesgaden, dann in Landkreis Landshut und in der Folge Polizeidirektor in München. 1850 wechselte er als Regierungsrat zur Regierung von Niederbayern. 1858 wurde er zum Regierungsdirektor bei der Regierung von Oberfranken ernannt. 1863 erfolgte seine Berufung zum Regierungspräsidenten von Mittelfranken. Vom 1. August 1866 bis zu seinem Tod gehörte er als Staatsminister des Innern der Landesregierung des Königreichs Bayern an, zunächst im Kabinett Pfordten II und ab Ende 1866 im Kabinett Hohenlohe. Er war Königlich bayerischer Kammerherr und Bayerischer Staatsrat im ordentlichen Dienst.

## Grabstätte
Die Grabstätte von Johann Pechmann befindet sich auf dem Alten Südlichen Friedhof in München (Gräberfeld 14 – Reihe 8 – Platz 23/24).

## Familie
Johann von Pechmanns Sohn war der bayerisch Verwaltungsjurist Wilhelm von Pechmann (1839–1887). Seine Tochter Maria Josepha Ema Sophia Maximiliana Franziska heiratete am 24. September 1843 den Maler Friedrich Adolph Hornemann.

## Auszeichnungen
- Komtur des Ordens vom Heiligen Michael
- Ritter des Zivilverdienstordens der Bayerischen Krone